# Kopista (Karkonosze)
Kopista (niem. Menzelberg, 681 m n.p.m.) – szczyt w Karkonoszach, w obrębie Karkonoskiego Padołu Śródgórskiego.
Położony jest w środkowej części Karkonoskiego Padołu Śródgórskiego, pomiędzy Jagniątkowem na zachodzie, Zachełmiem na północnym wschodzie a Przesieką na południowym wschodzie. Na południowym zachodzie łączy się z Szerzawą. Na północnym wschodzie, przez Przełęcz pod Kopistą, graniczy z masywem Żaru.
Zbudowany z granitu karkonoskiego.
Na zboczach pojedyncze skałki.
Porośnięty lasami świerkowymi.
Na północ od Kopistej biegnie  niebieski szlak turystyczny z Podgórzyna przez Zachełmie do Jagniątkowa.